# Bentivegna da Gubbio
Bentivegna da Gubbio (fl. XIII-XIV secolo) è stato un religioso italiano, eretico, voce preminente del movimento dello Spirito della Libertà nell’Italia centrale fra tardo duecento e inizio trecento.

## Biografia
Le prime attestazioni di Bentivegna risalgono al 1304, anno in cui sarebbe stato scorto muoversi per le vie di Spoleto accompagnato da penitenti nudi.
Bentivegna fu seguace a Parma di Gerardo Segarelli, il quale aveva fondato l’ordine degli apostoli, basato sui valori dell’imitazione della vita di Cristo e della povertà evangelica. Avendo papa Onorio IV disposto con la bolla Olim felicis recordationis (1286) la persecuzione della setta, ai cui adepti fu intimato di entrare in uno degli Ordini riconosciuti dalla Chiesa romana pena l’incarcerazione, Bentivegna probabilmente abbandonò la comunità del Segarelli per accedere all’ordine dei Minori. Il Segarelli e i suoi segaci, al contrario, disobbedendo furono perseguitati dalla Chiesa in quanto eretici: per diversi di loro venne disposto il rogo nel 1294. In tale anno per il Segarelli fu prevista invece la carcerazione perpetua, che venne mutata in condanna al rogo in data 18 luglio 1300 per volontà del frate Predicatore Matfredo.
Bentivegna presso i Minori acquistò grande fama, tanto da guadagnarsi la nomea di santo. Nel 1306 intrattenne con Chiara di Montefalco (proclamata santa nel 1881) una discussione teologica, che orientò la monaca alla delazione nei suoi confronti, essendosi il frate palesato nelle sue posizioni eterodosse. L’incontro fra i due sembra collegato al ruolo del Bentivegna, che pare aver avuto parte attiva nella cura delle anime del reclusorio di Santa Croce, di cui Chiara era badessa.
La prima accusa di eresia mossa dalla religiosa contro il frate (attraverso Francesco Darniano da Montefalco), inviata all'inquisitore Andrea da Perugia, si arenò. Chiara tuttavia con prontezza ne presentò un'altra (tramite Bernardo de Pisauris) al cardinale Napoleone Orsini, che entrò in contatto con lei tramite alcuni amici spirituali. Ciò fa comprendere come
“non [fossero] diversi, fondamentalmente, Fraticelli e Spirituali [:] tra questi ultimi il germe gioacchinita […] aveva attecchito con più rigoglio, [dimodoché si ruppe] definitivamente l’unità primitiva dell’Ordine francescano. Gli uni rimangono custodi rigidissimi del verbo di Roma, […] gli altri divengono ribelli alla Chiesa romana […] e tanto più le si stringono […] quanto più credono che se ne distacchino i Pontefici.”

Ricevuta la delazione di Chiara da Montefalco, il cardinal Napoleone tra la primavera e l’estate del 1307 fece arrestare il Bentivegna e i suoi. Costoro furono condotti probabilmente in quel di Arezzo, dove il cardinale si trovava con Ubertino da Casale, suo cappellano e rappresentante dell’ala più rigorista dell’ordine francescano. Ubertino all’epoca era una figura di raccordo fra alcuni importanti religiosi (si pensi allo stesso Orsini, ma anche a figure come Giacomo Colonna) e il variegato insieme di penitenti donne che animavano il Due e Trecento toscano. Ubertino stesso, a dire il vero, aveva dovuto in prima persona rispondere alla possibile “omologazione con le radicalizzazioni eversive dello Spirito della Libertà”. Per allontanarsene, nonché al contempo farsi latore del “manifesto di quel transfert tra Francesco d’Assisi e Cristo che […] sarebbe divenuto [centrale nel] linguaggio mistico femminile di ispirazione francescana”, scrisse l’“Albero della vita crocifissa di Gesù”.
Ubertino, a riprova delle sue posizioni che ritenevano lo Spirito della Libertà “una grave deviazione da ridurre al silenzio”, accettò d’indagare le eventuali eresie presenti nei cinque confratelli (compreso il Bentivegna) che avevano discorso con Chiara e le sue sorelle.
Fingendosi interessato a seguire il Bentivegna, Ubertino riuscì a cogliere i segni dell’eversione dalle parole del frate gubbiese. Posti a processo, solo l’abiura che prontamente i rei pronunciarono fece sì che non si realizzasse quella ferma condanna che nell’Arbor il cappellano aveva previsto per gli spirituali. Bentivegna, scampato dunque alla condanna a morte, scontò la propria pena a Firenze, dove morì probabilmente fra il 1319 e il 1332.

## La discussione con Chiara da Montefalco
Nel capitolo quarantatré della sua Vita di santa Chiara della Croce da Montefalco, Berengario di Sant’Africano attesta l’incontro avvenuto fra Bentivegna, che con un manipolo di confratelli era responsabile della cura delle anime del reclusorio di Santa Croce, e la giovane perugina. Secondo Berengario Chiara avrebbe sognato, giorni prima dell’incontro, una nuvola scura nel cielo, nella quale, attorniato da un capannello di seguaci, “giaceva qualcuno simile al crocifisso”. Chiara riconobbe la menzogna di tale crocifisso, “sapendo che la visione di [quello] non infondeva nell’anima un’unzione spirituale, e che il caldo amore che gli adoratori ne traevano si traduceva in appetiti illeciti”.
Giorni dopo, un seguace del Bentivegna, Fra' Giacomo, con tutta probabilità fra i regolari confessori delle penitenti di Santa Croce, incontrò Chiara e le espose le proprie convinzioni, ovvero la possibilità per l’uomo di fare tutto ciò che vuole, l’inesistenza dell’inferno, e la possibilità dell’anima, nella vita terrena, di perdere il desiderio.
Chiara, accortasi del “veleno dell’errore” che pareva ammantare quelle parole, non rispose subito, bensì il giorno dopo, ribattendo punto su punto le affermazioni del frate: quanto al fatto che l’uomo possa agire senza ritegno, questo vale solo se la sua volontà promana direttamente da Dio, che sostituisce la volontà dell’uomo con la Sua; riguardo all’inesistenza dell’inferno, la monaca specifica che esso non esiste solo per quanto riguarda la vita ultraterrena dei buoni. Infine, Chiara si oppose anche alla teoria della perdita del desiderio, giacché l’unico momento in cui l’anima può perdere il desiderio nella vita terrena è durante la contemplazione, quando “immersa e ritirata in Dio […] è appagata nel suo amato”.

Le parole della vergine fecero così allontanare Fra' Giacomo, il quale però poco tempo dopo tornò alla carica con il maestro (Bentivegna) perorando le sue posizioni. L’eresiarca (Bentivegna) ribadì quanto detto giorni prima dal discepolo:
L’anima perde il desiderio [e] l’uomo senza alcun timore di offendere Dio può assecondare i desideri carnali e commettere lecitamente tutto ciò che vuole, senza che vi sia alcuna differenza fra peccato e peccato. 
Chiara ancora una volta rispose con prontezza, affermando che, al contrario, “mai l’anima perde il desiderio in questa vita”, cercando sempre essa “qualcosa di più grande e più alto”. Rispetto a quanto credeva il Bentivegna, infatti, “se si lasciasse all’anima la libertà di peccare, questa non sarebbe libertà, ma […] schiavitù al diavolo”. Così “l’uomo […] si allontana dalla volontà di Dio, e […] si rende [assoggettato] al diavolo”.
Chiara la notte stessa fu raggiunta in sogno da Cristo in persona, che l’ammonì per l’eccessiva mitezza con cui aveva risposto e s’era contrapposta all’eresiarca. La mattina dopo, incontrato di nuovo il Bentivegna, la monaca rispose con più vigore alle asserzioni del frate, che si serviva di passi scritturali (alla monaca sconosciuti, essendo illitterata, cioè analfabeta) per trarla in inganno. La risolutezza delle risposte di Chiara, però, scoraggiò Bentivegna (anche se il dibattito si protrasse per diverse ore), che se ne andò dal convento.

Tempo dopo, Cristo apparve nuovamente in visione a Chiara che pregava; prostratasi ai piedi di Gesù per baciarglieli, Chiara glieli baciò, ma non prima che Cristo li velasse con il lembo della candida veste con cui le era apparso:
E Chiara comprese da tale visione che Cristo deve essere amato con decoro e pudore […] e che Dio ha in odio questi eretici della setta dello spirito della libertà, che credono che le azioni disoneste e spregevoli non costituiscano peccato.
Da quel momento la monaca si adoperò per denunciare Bentivegna e i suoi seguaci, che infine (si veda supra) furono catturati e condannati al carcere perpetuo.

## I cardini delloSpirito della libertà
Monsignor Mario Sensi indica il “testo capitale” del movimento del Libero Spirito nel “Miroir des ames simplex (Lo specchio delle anime semplici) scritto da Margherita Porete”, beghina posta sul rogo (assieme al suo scritto) a Parigi l’anno 1310. Tradotta dal francese in inglese, latino e tedesco, l’opera si diffuse anche in Italia, in due versioni in volgare tre-quattrocentesco. Dal Miroir “furono estratti 8 articuli eretici, attribuiti a begardi e beghine dell’Impero tedesco e del Regno di Francia”.
Secondo il biografo del beato Giacomo Bianconi di Bevagna, invece, l’eresia sarebbe da ascrivere nella sua origine ad “Amauri de Bêne, eretico […] messo sul rogo a Parigi nel 1204”, le cui dottrine avrebbero generato in Italia le cosiddette Congregazioni di libertà, basate sul principio della comunione di tutti i beni e delle donne maritate.

Il magmatico clima religioso dell’Italia centrale del primo XIV secolo diede origine a “un nuovo spirito critico che tra i Francescani si faceva strada più che negli altri e […] trovava modi di esprimersi più fortemente e rivoluzionalmente che altrove”. Questo anche per il fatto che
Alimentato dalla interpretazione escatologica data dalla corrente spirituale dell’Ordine dei minori alle dottrine dell’abate calabrese Gioacchino da Fiore († 1202) […] quello che è stato definito «movimento» del Libero Spirito […] le aveva pericolosamente radicalizzate e amplificate pur mantenendo somiglianze […] con il radicalismo minoritico che rendevano pericolosamente parallele le due esperienze religiose.
Il Bentivegna, non a caso entrato a far parte dell’Ordine dei minori, diffondeva le sue idee circa l’inesistenza dell’inferno, la possibilità di perseguire i desideri carnali in modo libero, l’identificazione di Dio con il Demonio (essendo esso sapienza e Dio la sapienza stessa). Un altro elemento di eterodossia del Bentivegna e dei suoi risiederebbe nella negazione del libero arbitrio; inoltre, per i seguaci del Libero Spirito l’uomo non si sarebbe dovuto pentire dei peccati, essendo ogni cosa (peccato compreso) voluta da Dio. Secondo Volpe, il “Liberospiritismo [italiano] nasceva […] come reazione al celibato […], come conseguenza della vita promiscua di uomini e donne, nelle piccole comunità francescane e pseudo-francescane del Duecento e Trecento […] messe fuori dalla Chiesa […]; come frutto di critica […] orientata […] verso la libertà dell’amore”.
Per Fumi, invece, il Liberospiritismo non sarebbe altro che una rielaborazione del Patarinismo, a sua volta riflesso di una concezione manicheistica. Secondo l’archivista orvietano, i seguaci dello Spirito della Libertà devono molto ai patarini d’Orvieto loro coevi; in modo a loro simile, i sottoposti del Bentivegna rivalutano la figura del diavolo, sostengono (come detto) il libero amore, “il principio dualistico del bene e del male […] e in fine la Venere promiscua”. Di fatto per i seguaci del Libero Spirito “l’anima ha presente Iddio nei diletti spirituali o carnali, come nelle virtù e nelle buone azioni, e, anzi, ha bisogno di peccati e vizi come della grazia, delle virtù e delle opere buone”. Fumi accosta, inoltre, il movimento dei beghini francesi a quello degli spirituali[ umbri.
Mario Sensi condensò così nell’articolo circa il Libero Spirito (si veda supra) il messaggio della setta: “la [loro] dottrina si può riassumere, grosso modo, in tre capi: quietismo, negazione del libero arbitrio, impeccabilità”.
Più oltre nella trattazione il prelato fornisce una disamina più accorta dei capisaldi del pensiero Liberospiritista, che per la loro chiarezza sentiamo di fornire al lettore come summa del presente paragrafo: gli Spirituali negano in modo perentorio il libero arbitrio, così come la condanna ultraterrena per i propri peccati. Professano un “abbandono totalmente passivo in Dio”, privo di qualsiasi “controllo delle passioni”, e “l’impeccabilità di coloro che hanno la Carità di Dio”. Infine, manifestano “indifferenza verso la Passione di Cristo e le tribolazioni del prossimo”.